# Carolina Hiller
Carolina Hiller (Prince George, 7 de mayo de 1997) es una deportista canadiense que compite en patinaje de velocidad sobre hielo. Ganó dos medallas de oro en el Campeonato Mundial de Patinaje de Velocidad sobre Hielo en Distancia Individual, en los años 2023 y 2024, ambas en la prueba de velocidad por equipos.

## Palmarés internacional
| Campeonato Mundial en Distancia Individual | Campeonato Mundial en Distancia Individual | Campeonato Mundial en Distancia Individual | Campeonato Mundial en Distancia Individual |
| Año                                        | Lugar                                      | Medalla                                    | Prueba                                     |
| ------------------------------------------ | ------------------------------------------ | ------------------------------------------ | ------------------------------------------ |
| 2023                                       | Heerenveen (Países Bajos)                  | Medalla de oro                             | Velocidad por equipos                      |
| 2024                                       | Calgary (Canadá)                           | Medalla de oro                             | Velocidad por equipos                      |